# Кнежевина Влашка
Кнежевина Влашка (рум. Țara Românească, рум. ћир. Ца́ра Ромѫнѣ́скъ), румунска је држава на територији Влашке, која је постојала од средине 14. вијека до 1859/1861. године, када се ујединила са Кнежевином Молдавијом у државу под називом Уједињене Кнежевине Молдавија и Влашка. У 15. вијеку пала је под феудалну власт Османског царства. Од 18. вијека, у земљи је на власти био фанариотски режим.

## Историја
Почетак независне историје Влашка датира из 1330. године. Ове године, пре битке код Посада, влашки контингент је део војске Михајла III Шишмана који ће учествовати у бици код Велбужда. Након тога, са састанка у Мраку није јасно како се утицај из Трнова и Видина (Видинско царство) распоређује по територији и да ли је Мунтенија према Трнову, а Олтенија према Видину или су земље у једној целини.
У том смислу, 1330. година је симболична за Влашку.
У средњем веку, ова територија је била саставни део такозване Прекодунавске Бугарске, а после Отоманског царства.
Након тужног завршетка побуна сејмена и домобрана, влашка латинизација Ердеља наметнута је као резултат католичке пропаганде након Ужгородске уније. У то време је постојала и католичка пропаганда у земљама јужно од Дунава — у бугарским земљама. Тако је од друге половине 17. века до прве половине 19. века створена румунска нација и у Влашкој.

### Античко доба
Током другог рата Римљана са Дачанима (105. година) западна Олтеније је постала дио римске провинције Дакије, а остатак Влашке је укључен у провинцију Мезију. Римски лимес је првобитно поставља уз ток ријеке Олт (119. година), док је у 2. вијеку помјерена на исток — данас се линија утврђења протеже од Дунава до ријеке Рукар у Карпатима. Лимес је враћен на ријеку Олт 245. године, а 271. су Римљани напустили регион.
Област је била изложена романизацији и у вријеме Велике сеобе народа, када је велики дио савремене Румуније постао мета освајања Гота, Хуна, Авара, Словена и других народа. Римљани су 328. године изградили мост између Суцидаве и Ескова (близу Гигена), што потврђује, да су имали развијене трговинске односе са народима сјеверно од Дунава. Римски цар Константин Велики је 332. године наредио напад на готска насеља преко Дунава. Период готске владавине се завршио када су Хуни стигли у Панонију и напали око 170 насеља са обје стране Дунава.

### Рани средњи вијек
Романизовано становништво на средњем и доњем току Дунава у источнословенским изворима називају се Власима. Византија је владала територијом Влашке од 5. до 6. вијека, али су у 6. и 7. вијеку у ту област продрли Словени и населили се на јужној обали Дунава. Византијски војсковођа Приск је 593. године поразио словенску војску, али су их Авари и Гепиди 602. године принудили на повлачење. Цар Маврикије је покушао да ојача римску позицију на сјеверној обали Дунава, распоређујући ту своју војску.

## Значајни влашки владари
- Литовој, на источној страни ријеке Олт, 1247-1277, Мунтенија
- Сенеслау, на западној страни ријеке Олт, код Арђеша, око 1247., Олтенија
- Барбат, око 1277 — око 1290.
- Токомеријус или Тихомир, око 1290 — око 1310.
- Раду Црни, легендарне приче
- Басараб I, око 1310 — 1352.
- Владислав I („Влајку-Вода“), 1364 — око 1377
- Мирћа ћел Батрн („Мирћа Старији“), 1386 — 1418.
- Влад Цепеш (Цар Влад), 1448, 1456 — 1462, 1476.
- Њагое Басараб, 1512 — 1521.
- Михај Храбри („Михаел Храбри“), 1593 — 1601.
- Константин Бранковјану 1688 — 1714.
- Александар Јоан Куза, 1859 — 1866.

## Галерија
- Застава Аутономне Кнежевине Влашке
- Грб Аутономне Кнежевине Влашке